# Santo Saccomanno
Santo Saccomanno (* 1833 in Genua; † 1914 ebenda) war ein italienischer Bildhauer.

## Leben

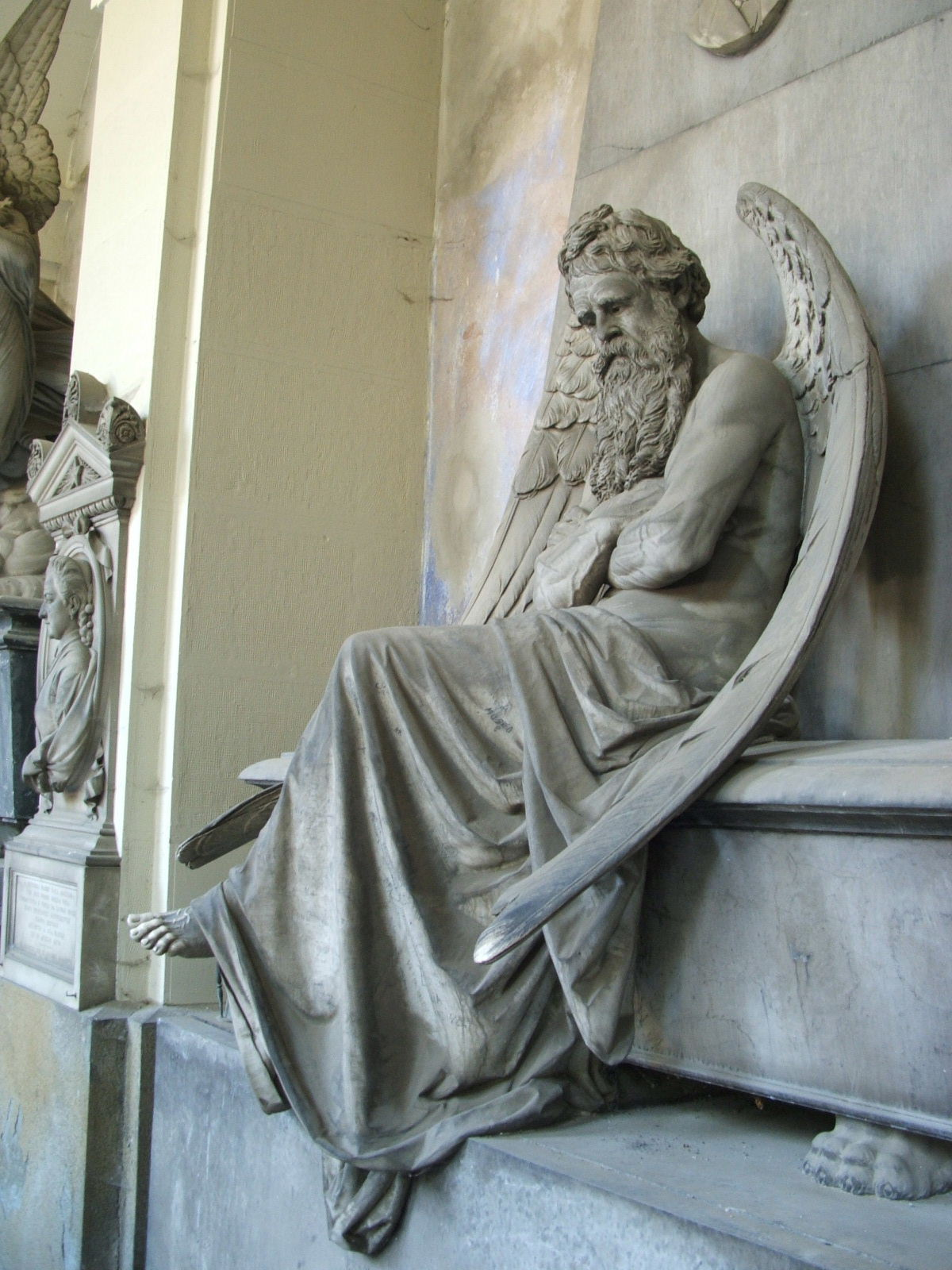
Chronos, Grabmal Erasmo Piaggio (1876)

Santo Saccomanno studierte an der Accademia Ligustica di Belle Arti in Genua bei Santo Varni und arbeitete danach als Gehilfe von Giuseppe Gaggini. Er schuf Statuen, Porträtbüsten und Grabskulpturen, insbesondere für den Monumentalfriedhof Staglieno in Genua. Sein Stil entwickelte sich von einem nüchternen Realismus mit romantischen Nachklängen zu einem radikalen Verismus.
Saccomano gilt in Italien als Patriot. Für Giuseppe Mazzini schmuggelte er Schriftstücke aus dessen Schweizer Exil in Lugano über die Grenze, die er unter seinen Arbeitsskizzen versteckte. Ein Gedenkstein an seinem ehemaligen Atelier an der Piazza Savonarola in Genua erinnert daran, dass dort Mazzini, Nino Bixio, Giuseppe Garibaldi und König Viktor Emanuel II. ein- und ausgingen.

## Werke
- Statue von Giuseppe Mazzini im Palazzo Niccolò Grimaldi, Genua
- Büsten von Aurelio Saffi, Maurizio Quadrio, Angelo Mariani u. a. im Teatro Carlo Felice, Genua
- Medaillons von Gustavo Modena, Adelaide Ristori, Ernesto Rossi und Tomaso Salvini am Politeama Genovese, Genua
- Statue von David Chiossone im Istituto dei Ciechi, Genua
- Grabmäler für Giacomo Chiarella (1872), Erasmo Piaggio (1876), Faustino Antonio Da Costa (1877), Carlo Erba (1883), Nicolò Lavarello (1890), Acquarone (1899) und Camillo Campostano auf dem Monumentalfriedhof Staglieno[1][4]
- Grabskulptur Trauernde, Grabstätte Sichra am Westfriedhof, Innsbruck (1904)[5]
- Grabskulptur, Frau mit Porträtmedaillon, Engelkind mit Kranz, Grab von Alciro Sanguinetti (gest. 1897), Cementerio Central, Montevideo, Uruguay